# أحمد أباد عليا (سراب)
أحمد أباد عليا هي قرية في مقاطعة سراب، إيران. عدد سكان هذه القرية هو 15 في سنة 2006.